# Polydore Veirman
Polydore Jules Léon Veirman (Gant, Flandes Oriental, 23 de febrer de 1881 – 1851) va ser un remer belga que va competir a començaments del segle xx.
El 1908 va prendre part en els Jocs Olímpics de Londres, on guanyà la medalla de plata en la competició del vuit amb timoner del programa de rem. Quatre anys més tard va disputar els Jocs d'Estocolm, on guanyà la medalla de plata en la competició del scull individual, en quedar rere el britànic William Kinnear. Entre 1901 i 1912 Veirman guanyà quatre or i tres plates en diverses modalitats dels Campionats d'Europa de rem.